# Nazaria
Nazaria — imię żeńskie pochodzenia łacińskiego, oznaczające "pochodząca z Nazaretu". Patronką tego imienia jest św. Nazaria Ignacja March Mesa.
Nazaria imieniny obchodzi 6 lipca.
Męskie odpowiedniki: Nazariusz, Nazar i Nazary